# Rurutu (comune)
Il comune di Rurutu si trova nella Polinesia francese nelle Isole Australi comprende l'atollo di Rurutu, comprende 3 comuni associati:
- Moerai (977 ab.) (capoluogo)
- Hauti (370 ab.)
- Avera (741 ab.)